# St. Birgitta (Lübeck)

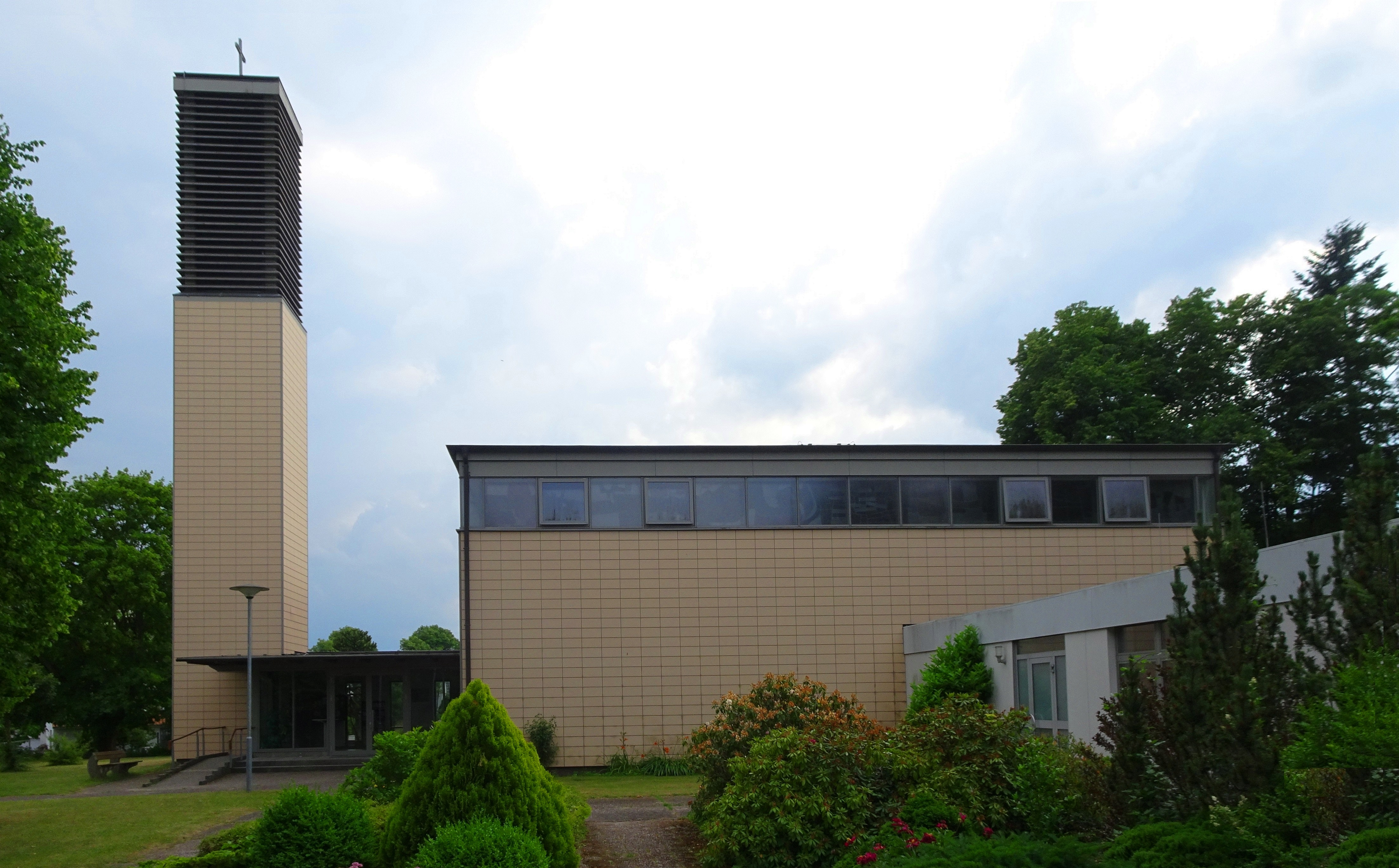
St. Birgitta

Die römisch-katholische Kirche St. Birgitta ist ein 2024 profaniertes Kirchengebäude im Südwesten von Lübeck im Stadtbezirk Sankt Lorenz Süd. Die nach der heiligen Birgitta von Schweden benannte Kirche gehörte zuletzt zur Pfarrei Zu den Lübecker Märtyrern im Erzbistum Hamburg.

## Geschichte
Die Kirche wurde vom Architekten Georg Lippsmeier entworfen und 1961/1962 erbaut; die Kirchweihe war am 18. November 1962. Inspiriert ist das Kirchengebäude von den das Zweite Vatikanische Konzil prägenden Kirchenbildern: der mystische Leib Christi und das Volk Gottes auf dem Weg durch die Zeit. 1972 wurde der Altarraum umgestaltet, der Kirchraum wurde in den Jahren 1982/1983 renoviert. Die Renovierung der Fassade sowie die Erweiterung des Eingangsbereichs fanden 2006/2007 statt.
In der Kirche befand sich bis 2024 das jugendpastorale Zentrum Lübeck, und es fanden hier auch Gottesdienste der philippinischen und der ukrainischen Mission statt.
Anfang 2024 entschied sich die Lübecker Pfarrei für die Schließung der Kirche. Die letzte Messfeier fand am 14. Januar 2024 statt. Mit Wirkung vom 1. Mai 2024 wurde die Kirche von Erzbischof Stefan Heße am 18. April 2024 profaniert.

## Aussehen
Neben dem Kirchenraum auf quadratischem Grundriss erhebt sich der frei stehende Glockenturm.
Die Kirchtüren gleichen Tabernakeltüren. Das Dach wird wie ein Baldachin von zwölf Apostelsäulen getragen. Das Altarbild, ein Werk von Henryk Dywan, zeigt Christus als den gekreuzigten und auferstandenen Herrn und gleicht einer Monstranz: „Verbunden mit ihm bringen wir reiche Frucht“ (Joh 15,5 ), heißt es im Tagesevangelium des Festes der heiligen Birgitta am 23. Juli.

## Orgel
Die Orgel wurde 1967 von der Orgelbaufirma E. F. Walcker, Murrhardt, erbaut. Sie befindet sich auf der Empore in einem schlichten schrankartigen Gehäuse mit zwei Schrägfeldern. Die Disposition lautet:
| I Manual C– |               |    |
| 1.          | Gedackt       | 8′ |
| 2.          | Prinzipal     | 4′ |
| 3.          | Waldflöte     | 2′ |
| 4.          | Mixtur II–III |    |

| II Manual C– |           |    |
| 5.           | Gemshorn  | 8′ |
| 6.           | Rohrflöte | 4′ |
| 7.           | Prinzipal | 2′ |
| 8.           | Zimbel II |    |

| Pedal C–f1 |           |     |
| 9.         | Subbass   | 16′ |
| 10.        | Prinzipal | 8′  |
| 11.        | Choralbaß | 4′  |

- Koppeln: II/I, I/P, II/P
- Traktur: Schleifladen, vollmechanisch